# Stalingrado (película de 1993)
Stalingrado es una película bélica alemana, dirigida por Joseph Vilsmaier y estrenada en 1993 (en Estados Unidos se estrenó en 1995). El filme muestra el horror del combate en el Frente Oriental durante la Segunda Guerra Mundial. La película sigue en el Frente Oriental a un batallón de asalto después degradado a Batallón de Castigo  de soldados del ejército alemán teniendo como centro a Stalingrado. El filme fue grabado en diferentes localizaciones, incluyendo Finlandia, Italia y la República Checa. Contiene puestas en escena de logrado realismo y la sólidas actuaciones de Dominique Horwitz, Thomas Kretschmann, Jochen Nickel, Dana Vavrova, Martin Benrath y Sebastian Rudolph entregan una contundencia emotiva de una de las batallas más crueles de la Segunda Guerra Mundial.

## Argumento
En la isla italiana de Cerdeña, en agosto de 1942, un grupo de soldados alemanes recién llegados de la batalla del Alamein disfrutan de unos días de descanso antes de ser enviados al Frente Oriental para combatir en la batalla que se convertirá en una de las más sangrientas de la Segunda Guerra Mundial: la batalla de Stalingrado.
Los protagonistas de la obra son los soldados del pelotón liderado por el teniente Hans von Witzland (Thomas Kretschmann), un inexperto pero respetado oficial de origen aristocrático. Los miembros del pelotón son Fritz Reizer (Dominique Horwitz), el veterano y malhumorado Rollo (Jochen Nickel) y el más joven del grupo: "GeGe" Muller (Sebastian Rudolph). Los soldados están confiados creyendo que la ciudad caerá rápidamente, como ha sido usual hasta entonces, sin embargo, pronto se darán cuenta de que su nueva localización es un auténtico infierno.
El pelotón es puesto bajo el mando del cruel y sádico capitán Haller, quien no tiene problema en maltratar a civiles y humillar a los prisioneros soviéticos y sus propios hombres. En el frente, los soldados son testigos de la brutalidad del frente y son condenados a un pelotón de castigo por el capitán Haller cuando amenazan a un médico para que atienda a uno de sus camaradas, incidente provocado por la neurosis de guerra. En esos momentos se está produciendo la Operación Urano lanzada por los soviéticos, mediante la cual consiguen rodear a todo el 6º Ejército alemán en Stalingrado. El pelotón consigue sobrevivir al batallón de castigo junto con su comandante, el capitán Musk, siendo reinstaurados en la Wehrmacht y puestos de nuevo bajo el mando del capitán Haller.
Después de asistir a un fusilamiento de civiles, incluyendo a un niño soviético que intentaron salvar haciéndolo pasar por un colaborador, Witzland, Fritz y GeGe deciden desertar. Consiguen unos salvoconductos médicos para escapar y acuden al aeródromo en busca de una aeronave, sin embargo, el aeródromo está bajo ataque y no pueden subir a ninguna, teniendo que regresar con el pelotón. Allí, descubren que Rollo, Otto y el capitán Musk están enfermos y que ya solo pueden aguardar a la muerte. En un determinado momento, un avión deja caer un paquete que contiene alimentos y suministros; todos comienzan a aprovisionarse hasta que el capitán Haller aparece amenazando con dispararles, se produce un forcejeo y GeGe muere; Otto finalmente ejecuta a Haller quien, esperando en vano salvarse, revela que en su cuartel hay provisiones de sobra.
Witzland, Fritz, Rollo, Otto y Musk llegan al cuartel, donde por fin pueden reposar y alimentarse. En el cuartel descubren a Irina (Dana Vávrová), una soviética con la cual Witzland se había topado en Stalingrado, que había sido salvajemente violada por las tropas de Haller. Witzland decide protegerla de sus hombres. Otto, enloquecido, se suicida, mientras que Musk es llevado fuera por Rollo; en ese momento, descubren que el VI Ejército se está rindiendo a los soviéticos. Por su parte, Witzland y Fritz se marchan junto con Irina, la cual promete protegerlos. Mientras escapaban se topan con los soviéticos, quienes abaten a Irina al confundirla con un soldado alemán. Witzland y Fritz, agotados, se dejan caer en mitad del hielo, falleciendo congelados.

## Premios

### Bavarian Film Awards
| Año  | Categoría        | Receptor(es)                                           | Resultado |
| ---- | ---------------- | ------------------------------------------------------ | --------- |
| 1993 | Mejor montaje    | Hannes Nikel                                           | Ganador   |
| 1993 | Mejor fotografía | Joseph Vilsmaier                                       | Ganador   |
| 1993 | Mejor producción | Bob Arnold Günter Rohrbach Joseph Vilsmaier Hanno Huth | Ganadores |

### Festival Internacional de Cine de Moscú
| Año  | Categoría        | Receptor(es)     | Resultado |
| ---- | ---------------- | ---------------- | --------- |
| 1993 | Joseph Vilsmaier | Joseph Vilsmaier | Nominado  |

## Fechas de estreno
| País           | Fecha                   |
| -------------- | ----------------------- |
| Alemania       | 21 de enero de 1993     |
| España         | 1 de junio de 1993      |
| Hungría        | 3 de septiembre de 1993 |
| Japón          | 13 de noviembre de 1993 |
| Reino Unido    | 15 de abril de 1994     |
| Finlandia      | 13 de mayo de 1993      |
| Estados Unidos | 24 de mayo de 1995      |
| Argentina      | 31 de agosto de 1995    |
| Corea del Sur  | 28 de junio de 1997     |